# إدينالدو باتيستا دوس سانتوس
إدينالدو باتيستا دوس سانتوس (2 أبريل 1987 في البرازيل – )؛ هو لاعب كرة قدم كان يلعب كمهاجم.

## وصلات خارجية
- إدينالدو باتيستا دوس سانتوس على موقع رابطة كرة القدم اليابانية للمحترفين (اليابانية)